# قطعنامه ۳۰ شورای امنیت
قطعنامه ۳۰ شورای امنیت سازمان ملل متحد که در تاریخ ۲۲ مه ۱۹۴۷ تصویب شد، سندی بین‌المللی دربارهٔ مسئلهٔ اندونزی است. این قطعنامه طی نشست ۱۹۴ام با ۷ موافق، ۰ مخالف و ۴ ممتنع تصویب شد.